# Michael Berenbaum
Michael Berenbaum (Newark, 31 luglio 1945) è un rabbino, professore, scrittore e regista statunitense specializzato nello studio dell'Olocausto. È stato vicedirettore della President's Commission on the Holocaust (1979–1980), direttore del progetto dello United States Holocaust Memorial Museum (USHMM) (1988–1993) e direttore dell'USHMM's Holocaust Research Institute (1993–1997).
Berenbaum ha svolto un ruolo di primo piano nella creazione dell'USHMM e nel contenuto della sua mostra permanente. Dal 1997 al 1999 è stato presidente e CEO della Survivors of the Shoah Visual History Foundation, e successivamente direttore del Sigi Ziering Institute: Exploring the Ethical and Religious Implications of the Holocaust, situato presso l'American Jewish University (precedentemente nota come University of Judaism), a Los Angeles.

## Biografia
La moglie di Berenbaum, Melissa Patack Berenbaum, è vicepresidente e direttore generale della Motion Picture Association of America (MPAA), e presidente della sezione californiana della MPAA. Berenbaum è padre di quattro figli: il rabbino Ilana Berenbaum Grinblat, Phillip Lev Berenbaum, Joshua Boaz Berenbaum e Mira Leza Berenbaum.
È il modello per il personaggio Monty Pincus del romanzo satirico di Tova Reich del 2007 My Holocaust.

### Carriera
Berenbaum, ebreo, si è laureato al Queens College con un Bachelor of Arts nel 1967 e ha conseguito il dottorato presso l'Università statale della Florida nel 1975. Ha anche frequentato la Università Ebraica di Gerusalemme, il Jewish Theological Seminary e l'Università di Boston. Berenbaum ha ricevuto l'ordinazione rabbinica ortodossa dal rabbino Yaakov Rabin all'età di 23 anni. Berenbaum ha ricoperto incarichi come insegnante presso l'Università statale della Florida, l'Università Yale, l'Università di Georgetown, la Wesleyan University, la George Washington University, l'Università del Maryland, College Park, e l'American University, ed è attualmente Professore di Studi Ebraici presso l'American Jewish University di Los Angeles.
È autore ed editore di diciotto libri, tra cui After Tragedy and Triumph, uno studio sull'ebraismo americano dei primi anni '90, e The World Must Know , Anatomy of the Auschwitz Death Camp. Ha collaborato al montaggio di After The Passion is Gone: American Religious Consequences con Shawn Landres (2004), che esamina l'impatto sociale del film La Passione di Cristo sui diversi gruppi religiosi. Berenbaum e Landres hanno avuto un ruolo pubblico nel plasmare la risposta interreligiosa al film.
Berenbaum è l'editore esecutivo della Encyclopaedia Judaica, 2ª ed.; include 22 volumi, sei milioni di parole e 25.000 contributi individuali alla conoscenza ebraica, pubblicata nel dicembre 2006 (ISBN 0028659287); ha vinto la Dartmouth Medal dell'American Library Association per l'eccezionale lavoro di riferimento del 2006.
Berenbaum ha co-prodotto One Survivor Remembers: The Gerda Weissmann Klein Story, un film che è stato premiato con il Premio Oscar, il Premio Emmy ed il Premio CableACE. È stato il principale consulente storico per Last Days, che ha vinto anche il Premio Oscar nel 1998. 
Nel 2001, Berenbaum è stato consulente storico per The Holocaust: The Untold Story di History Channel, che ha vinto il Premio CINE Golden Eagle e una medaglia d'argento al Festival internazionale del cinema e del video degli Stati Uniti. È stato anche produttore esecutivo di un film intitolato Desperate Hourssul incentrato sul ruolo unico e raramente riconosciuto che la Repubblica di Turchia ha svolto nel salvare gli ebrei dalla soluzione finale della Germania nazista e About Face: The Story of The Jewish Refugee Soldiers of WWII. Berenbaum è stato produttore esecutivo di Swimming in Auschwitz ed è stato consulente per Defiance and Uprising, oltre gli altri film e documentari sull'Olocausto.
Berenbaum è il partner fondatore di Berenbaum Jacobs Associates, una società di progettazione di musei, mostre speciali, monumenti e centri educativi.
Nel 2019 e nel 2020 è stato consulente storico per il film drammatico storico serbo Dara di Jasenovac.

### Articoli di Michael Berenbaum
- The Madness of Contemporary Times by Michael Berenbaum
- The Complexity of the Jewish Narrative in Our Times by Michael Berenbaum
- Op-eds by Michael Berenbaum
- Middle east 2010
- Essays by Michael Berenbaum

| Controllo di autorità | VIAF (EN) 111919652 · ISNI (EN) 0000 0001 0936 1011 · BAV 495/308153 · LCCN (EN) n78089709 · GND (DE) 113655444 · BNF (FR) cb12024766p (data) · J9U (EN, HE) 987007258536205171 · NSK (HR) 000445201 · NDL (EN, JA) 00511996 · CONOR.SI (SL) 7039843 |